# Африканская академия языков
Африканская Академия Языков (фр. Académie Africaine des Langues, сокр. ACALAN, порт. Academia Africana de Línguas, сокр. ACALIN) — панафриканская организация, основанная в 2001 году президентом Мали Альфа Умаром Комаре под эгидой Африканского Союза. Миссией организации является поддержка разработки правил для африканских языков; а также выявление, развитие и продвижение трансграничных языков Африки.
Первым главой ACALAN стал бывший министр начального образования Мали, Адама Самассеку (фр. Adama Samassékou). 2006 год был объявлен Африканским Союзом «Годом африканских языков». В связи с этим 21 июня состоялась инаугурация временного Совета Управляющих ACALAN в городе Аддис-Абеба (Эфиопия).
С декабря 2009 до августа 2015 лидером организации был мозамбикский профессор Созиньо Франциско Матсинхи (порт. Francisco Sozinho Matsinhe). Затем её возглавил доктор Ланг Фафа Дамфа (англ. Lang Fafa Dampha)